# غرفة المصادر
إنَّ غرفة المصادر هي غرفة دراسية علاجية منفصلة في أي مدرسة حيث يتم إعطاء الطلاب الذين يعانون من إعاقات تعليمية، مثل بعض صعوبات التعلم، تعليمًا مباشرًا وخاصًا وعلاجًا أكاديميًا ومساعدة في الواجب المدرسي والمهام ذات الصلة سواء كان هؤلاء الطلاب أفرادًا أو في مجموعات.
حيث تحتوي غرفة المصادر على العديد من الأنشطة اللازمة لمساعدة الطلاب ذوي الصعوبات التعليمية للتغلب عليها وكذلك تحتوي على انشطة تساعد كل من مدرس غرفة المصادر ومدرس الفصل العادي على التعامل بفعالية مع الطلاب ذوي الصعوبات في التعليم وعلى فهم حاجاته والتعرف على جوانب القوة وجوانب الضعف لديه وتشمل غرفة المصادر:
- أدوات واختبارات لتشخيص جوانب القصور لدى الطالب وتحديد طبيعة العلاج المطلوب.
- طرق أساليب تدريس تتناسب مع طبيعة الصعوبات التي يعاني منها الطالب.
- مواد تعليمية تتناسب مع طبيعة طرق وأساليب التدريس.
- تدريس الطلاب في مجموعات يراعي فيها نوع ودرجة الصعوبة التي تعاني منها هذه المجموعة.
- انشطة وأدوات تعليمية تثير اهتمام المتعلم وبالتالي تضمن تعاونه ومشاركته وتفاعله.
- جداول تنظيم المدة التي يقضيها كل طالب في غرفة المصادر وفي الفصل العادي.
- التخطيط التعاوني بين مدرس المصادر ومدرس الفصل العادي والمرشد التربوي.[2]

## نظرة عامة
غرف المصادر هي فصول دراسية يقوم فيها معلمو التربية الخاصة بالتدريس للطلاب ذوي الاحتياجات الخاصة ومساعدتهم. وتكون هذه الفصول الدراسية مزودة بمعلمي التربية الخاصة ويوجد بها أحيانًا مساعدون فنيون، ويختلف عدد الطلبة المتواجدين في غرفة المصادر في وقت معين لكن عادة ما يتواجد خمسة طلاب كحد أقصى مع كل معلم. وعادة ما يتضمن الاتجاه السائد في التعليم تقديم هذه الخدمة للطلاب من ذوي الاحتياجات الخاصة.
يتلقى هؤلاء الطلاب تعليمًا خاصًا في جلسة فردية أو جماعية خلال جزء من اليوم. وتدعم غرف المصادر الاحتياجات الفردية التي يحددها برنامج التعليم الفردي الخاص بالطالب (IEP). وسيحصل الطالب الذي يتلقى هذا النوع من الدعم على بعض الوقت داخل غرفة المصادر والتي يُشار إليها على أنها «تحول عن بيئة التعليم العادية» لجزء من اليوم وقد توجد في الفصل الدراسي العادي مع بعض التعديلات و/أو التسهيلات التي قد تتضمن تربية خاصة مع أقرانهم من الطلبة الأسوياء. ويعتبر دعم التعليم الخاص في إطار التعليم العادي جزءًا من «نموذج التضمين».

## الأساس المنطقي
يركز معلمو التربية الخاصة في غرفة المصادر على الأهداف المحددة المبينة في برنامج التعليم الفردي ومنهج التعليم العام العلاجي. وتركز بعض البرامج على تطوير المهارات التنفيذية، بما في ذلك استكمال الواجبات والسلوك.
وجدت دراسة واحدة على الأقل أن غرف المصادر التي تركز على إكمال الواجب المنزلي تقدم نموذجًا فعالاً لنقل التعليم العلاجي وبناء المهارات الأكاديمية.
وعادة ما يحضر الطلبة في غرف المصادر، على أساس احتياجاتهم الفردية، من ثلاث لخمس مرات أسبوعيًا لمدة خمس وأربعين دقيقة تقريبًا في اليوم. وأشارت بعض الأبحاث إلى أن هذه الفصول الدراسية ذات فائدة خاصة للطلاب الذين لديهم صعوبات تعلم باللغة مثل عسر القراءة. كما أشارت دراسات أخرى إلى أن الطلاب يظهرون نموًا في الإدراك البصري الحركي والحساب والإملاء والتصور الذاتي العام في أثناء الوقت الذي يقضونه في غرفة المصادر. وعادة ما يكون الطلاب الذين يتلقون هذا النوع من الخدمات مدمجين في المدرسة وليسوا منفصلين عنها—لأنهم يحضرون في الفصول الدراسية الأخرى مع أقرانهم خاصة في المستوى الثانوي. وأشارت دراسة واحدة على الأقل إلى أنه يكون لدى الطلاب الذين يعانون من صعوبات تعلم داخل غرف المصادر توقعات أعلى فيما يتعلق بنجاحهم الأكاديمي عندما يكونون في الفصل. وقد يرجع ذلك إلى اعتياده على معلم غرفة المصادر أو مجموعة التعليم المباشر الصغيرة أو أنه يشعر بالثقة داخل هذه المنطقة. ويعتقد الباحثون أن التعليم الصريح الذي يقسم المهام إلى أقسام أصغر أداة هامة لتعليم الطلاب الذين لديهم صعوبات تعلم. غالبًا ما يستفيد الطلاب من «إعادة تدريس» المفاهيم الأساسية التمهيدية التي تُدرس في فصول التعليم العام وتُدعم في غرف المصادر من خلال نموذج مجموعة التعلم الصغيرة التي اتضح أن الطلاب الذين يعانون من صعوبات تعلم متعددة يحققون معها إنجازًا.

## وصلات خارجية
- sciencedirect.com/science
- specialed.about.com نسخة محفوظة 14 يناير 2017 على موقع واي باك مشين.
- eric.ed.gov